# Ibrahim Ferrer
Ibrahim Ferrer Planas (*San Luís, Santiago de Cuba, 20 de febrer de 1927 - † L'Havana, 6 d'agost de 2005) va ser un cantant de son cubà que va aconseguir fama mundial el 1998 amb l'èxit del projecte musical Buena Vista Social Club, on va gravar dotze dels catorze temes del disc i va poder col·laborar amb molts dels intèrprets que sempre va admirar, com Omara Portuondo, Rubén González, Compay Segundo, Eliades Ochoa, Barbarito Torres i Guajiro Mirabal. Aquest disc obtindria un Grammy i un any més tard gravaria el seu primer àlbum en solitari, Buena Vista Social Club Presents Ibrahim Ferrer. El seu segon disc en solitari, Buenos Hermanos, que va obtenir un altre Grammy el 2004.

## Biografia
Ferrer va néixer al poble de San Luís, a prop de Santiago de Cuba, el 1927. La seva vida va ser difícil, va estar en perill de mort per tètanus i als 12 anys va quedar orfe de mare i pare. Amb la necessitat de treballar, va freqüentar més el carrer que l'escola, venent caramels i crispetes de blat de moro. No obstant això, Ibrahim Ferrer es va aferrar a la música com la seva aliada i als 14 anys va formar un grup, juntament amb el seu cosí, per amenitzar les festes del barri. Es feien dir Los Jóvenes del Son.
Durant més de dues dècades va ser el cantant principal de l'orquestra cubana de Pacho Alonso als anys cinquanta. El 1955 va vocalitzar el tema, "El Platanal de Bartolo" amb l'Orquestra Chepín Chovén. Es va traslladar a l'Havana el 1957 i va treballar amb la llegendària orquestra Ritmo Oriental i amb el gran Beny Moré, abans de reunir-se de nou amb el grup Los Bocucos de Pacho Alonso. Va fer gires mundials amb aquesta banda i amb els anys, va anar guanyant seguidors.
No obstant això, el seu nom sempre quedava a l'ombra, era estimat per l'audiència però no pels seus col·legues. Va perdre l'entusiasme per la música i es va retirar el 1991. Se'l va veure llustrant sabates als carrers i la seva antiga casa la va canviar per una petita pensió on es va tancar, retirat del món i de la música.
Però, el 1997, els seus amics el van convèncer per sortir del seu retir i tornar a la música a gravar el seu debut amb l'orquestra Afro Cuban All Stars. Aquell mateix any va aparèixer a Buena Vista Social Club, un àlbum fruit del treball de Ry Cooder, un reconegut productor musical que va viatjar a Cuba i va apostar pel talent de notables figures conegudes, aleshores, només a l'illa. Músics com Compay Segundo, Rubén González, i Ibrahim Ferrer.
Els seus discos han estat guanyadors de tota mena de premis –entre els quals dos Grammy–, i els seus concerts han omplert el Carnegie Hall de Nova York, els estadis europeus i els auditoris japonesos. Això sense comptar l'èxit de la pel·lícula sobre la seva història, realitzada l'any 1998.
Ibrahim Ferrer va morir als 78 anys, el dia 6 d'agost de 2005, a l'hospital CIMEQ de La Habana. Va rebre el més alt honor que concedeux l'estat cubà a qui deixen al seu poble una extraordinària collita espiritual: l'Ordre Félix Varela de Primer Grau.

## Discografia com a solista
- Buenavista Social Club presents Ibrahim Ferrer. 1999
- Buenavista Social Club presents Ibrahim Ferrer (Edición Japón). 1999
- Buenos Hermanos. 2003
- Buenos Hermanos (Edición USA). 2003
- Mi sueño. A bolero Songbook. 2007. Presentado por Buena Vista Social Club.

## Col·laboracions discogràfiques
- Buena Vista Social Club (1997)
- A toda Cuba le gusta (1997)
- Buena Vista Social Club (pel·lícula documental, 1998)
- Distinto Diferente (1999)
- Havana Café (1999)
- Buenavista Social Club presents Omara Portuondo (2000)
- Chanchullo (2000)
- Cachaíto (2001)
- "Latin Simone (¿Qué Pasa Contigo?)" de Gorillaz (2001)
- Specialist in all styles (2002)
- Rumbero soy (2002)
- Llegó Teté (2003)
- Callejero (2004)
- Buenavista Social Club presents Manuel Guajiro Mirabal (2004)
- Cuba le canta a Serrat (cançó 6: "Te Guste o No") (2005)
- Rhythms del Mundo: Cuba (cançó 5: "As Time Goes By"; cançó 16: "Casablanca") (2006)